# Antoniu Roca
Pour les articles homonymes, voir Roca.
Antoniu Roca, né le 5 septembre 2002 à Martorell, est un footballeur espagnol, international catalan, qui joue au poste d'ailier au RCD Espanyol.

## Biographie

### Carrière en club
Né à Martorell  en Catalogne espagnole, Antoniu Roca est passé notamment par le centre de formation du FC Barcelone, puis le CF Damm et l'Espanyol de Barcelone, où il commence sa carrière professionnelle en championnat d'Espagne de deuxième division,. Il joue son premier match avec l'équipe première du club le 8 septembre 2023, lors d'une victoire 4-1 contre Levante,.

### Carrière en sélection
En mai 2025, Roca est convoqué avec l'équipe de Catalogne. Il honore sa première sélection le 28 mai 2025, buteur lors d'une victoire 2-0 face au Costa Rica,.